# Tragédia de Halloween na Coreia do Sul
A tragédia de Halloween na Coreia do Sul ocorreu em 29 de outubro de 2022, quando um pisoteamento e esmagamento aconteceu durante um festival de Halloween em Itaewon, Seul, na Coreia do Sul. Pelo menos 159 pessoas morreram e 197 ficaram feridas. É o maior desastre na Coreia do Sul desde o naufrágio do Sewol, em 2014.

## Antecedentes
Aproximadamente 100 000 pessoas participaram do evento de Halloween em Itaewon. Foi o primeiro festival de Halloween sem máscara na região desde a pandemia de COVID-19.

## Incidente
De acordo com autoridades, a aglomeração da multidão ocorreu ao longo de uma rua estreita perto do Hamilton Hotel.

## Consequências
Autoridades de Seul disseram que 159 pessoas morreram e pelo menos 172 ficaram feridas. A Agência Nacional de Bombeiros e o Ministério do Interior e Segurança afirmaram que cerca de 100 pessoas ficaram feridas e 50 receberam atendimento médico por paradas cardíacas. Corpos foram colocados nas ruas, cobertos por lençóis azuis, e paramédicos realizaram reanimação cardiopulmonar nas pessoas. Alguns corpos foram transportados por ambulâncias. O corpo de bombeiros de Yongsan afirmou que o número de mortos pode subir, já que muitas pessoas feridas foram transportadas para hospitais em toda a cidade.
Houve várias vítimas mortais de diversas nacionalidades:
| Nacionalidade  | Número de mortes |
| -------------- | ---------------- |
| Coreia do Sul  | 128              |
| Irão           | 5                |
| China          | 4                |
| Rússia         | 4                |
| Japão          | 2                |
| Estados Unidos | 2                |
| Austrália      | 1                |
| Áustria        | 1                |
| Cazaquistão    | 1                |
| França         | 1                |
| Noruega        | 1                |
| Sri Lanka      | 1                |
| Tailândia      | 1                |
| Uzbequistão    | 1                |
| Vietname       | 1                |
| Desconhecida   | 1                |
| Total          | 154              |

## Resposta
Uma mensagem de emergência foi emitida para telefones celulares em Yongsan pedindo às pessoas que voltassem imediatamente para casa devido a um "acidente de emergência perto do Hamilton Hotel, em Itaewon". A Agência Nacional de Bombeiros disse que 400 equipes de emergência em todo o país foram enviadas para o local.
O prefeito de Seul, Oh Se-hoon, que estava em viagem à Europa, retornou à cidade. O presidente Yoon Suk-yeol participou de um briefing de emergência. Em um comunicado, ele disse que as autoridades deviam "garantir um tratamento rápido para os feridos e que a segurança dos locais da festa deve ser revisada".

## Condenação
Em 30 de setembro de 2024, o Tribunal de Justiça de Seul condenou o ex-chefe de polícia de Yongsan, Lee Im-jae, a três anos de prisão por negligência.